# Fern Andra

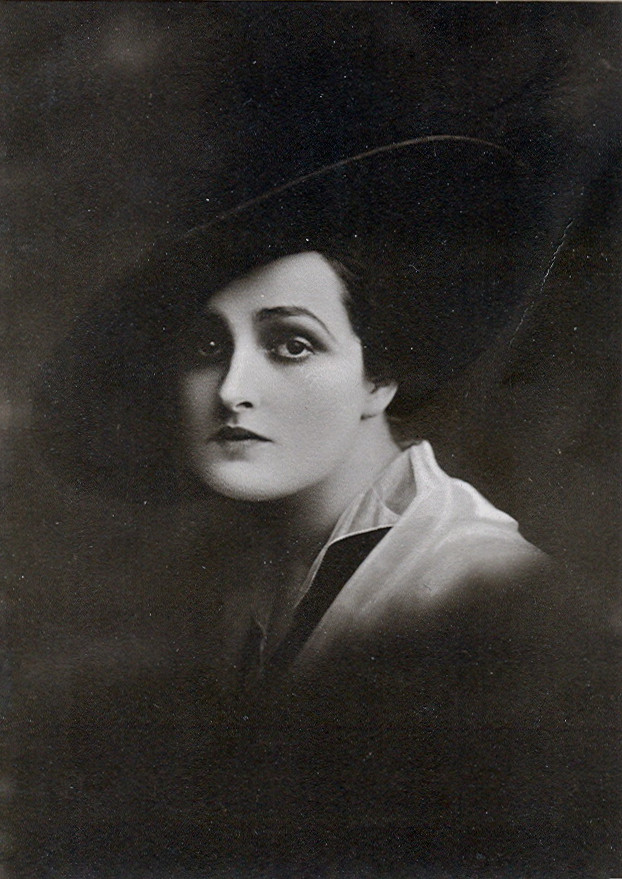
Fern Andra

Fern Andra, auch Vernal Andrews und Elisabeth Freiin von Weichs (* 24. November 1893 in Watseka, Illinois als Fern Elisabeth Andrews; † 8. Februar 1974 in Aiken, South Carolina), war eine US-amerikanische Schauspielerin, Regisseurin, Drehbuchautorin und Filmproduzentin. Neben Henny Porten und Asta Nielsen war sie eine der beliebtesten und bekanntesten Schauspielerinnen des deutschen Stummfilms der 1910er Jahre.

## Leben
Als Tochter eines Artisten und einer Opernsängerin stand sie bereits mit vier Jahren erstmals mit einem Drahtseilakt auf der Bühne. Sie erhielt Unterricht in Tanz und Gesang. Schon 1899 drehte sie in New York ihren ersten Film: Uncle Tom’s Cabin. Sie blieb zunächst jedoch der Artistik treu und tingelte mit einer Zirkustruppe durch die USA, Kanada und Europa.

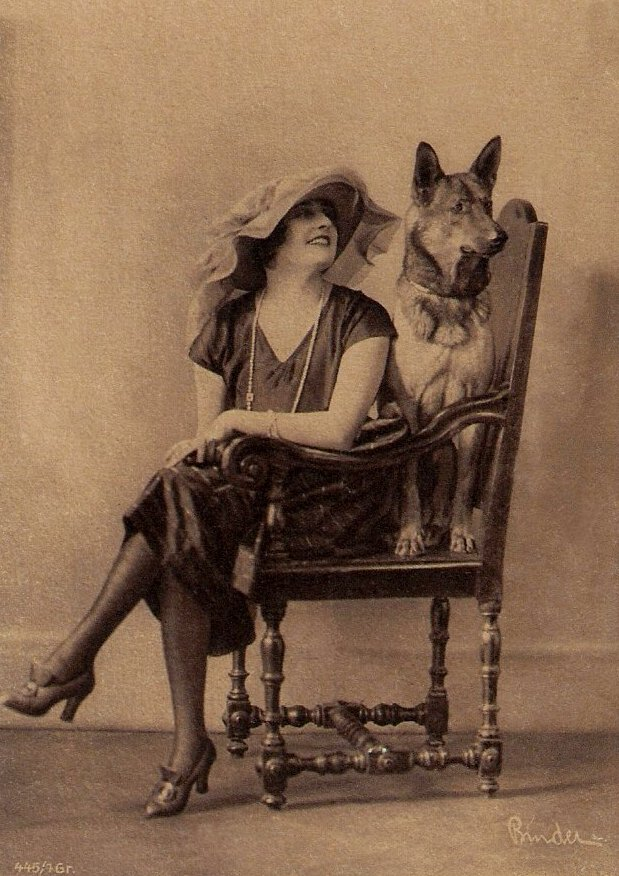
Fern Andra mit Hund, Foto: Alexander Binder, entstanden zwischen 1919 und 1924

In Berlin traf Fern Andra auf Max Reinhardt, bei dem sie Schauspielunterricht nahm. 1913 spielte sie in ihrem ersten deutschen Film mit dem Titel Das Ave Maria. Noch mäßig bekannt, spielte sie 1915 auch das einzige Mal in einem österreichischen Film mit (Zwei Freunde). Den Geschmack des zeitgenössischen Publikums treffend, trat sie vor allem in sentimentalen Unterhaltungsfilmen auf, beeindruckte aber auch durch artistische Leistungen in Zirkusfilmen. Zwischen 1916 und 1918 stand sie fast ausschließlich mit Alfred Abel vor der Kamera, 1920 spielte sie in Robert Wienes Genuine. Den Großteil ihrer Filme zwischen 1915 und 1925 produzierte sie, gemeinsam mit ihrem (seit 1917) Kompagnon Georg Bluen, mit der eigenen Firma Andra-Film bzw. Fern Andra-Film Co. Georg Bluen. 1916 errichtete sie ein eigenes Filmatelier. Mitte der 1920er Jahre schwand ihre Beliebtheit beim deutschen Publikum, so dass sie ab 1928 in Großbritannien und den USA, später dort auch beim Rundfunk und im Fernsehen arbeitete. Ihre letzte Filmrolle spielte sie 1930 in Lotus Lady.
1919 veröffentlichte sie einen Roman mit dem Titel Der Weg, der ins Glashaus führte. Roman eines Frauenlebens, 1920 folgte die Autobiographie Was ich über mich zu sagen weiss.
Aufsehen erregte sie 1922 als Opfer eines Flugzeugabsturzes bei Hamburg-Fuhlsbüttel, bei dem der Pilot Lothar von Richthofen getötet wurde. Sie selbst und der ebenfalls mitreisende Regisseur Georg Bluen überlebten schwer verletzt.
Fern Andra war viermal kinderlos verheiratet. Ihre erste Ehe mit Friedrich Freiherr von Weichs (1884–1919) bestand nur wenige Monate von 1918 bis 1919, ihre 1924 geschlossene zweite Ehe mit Kurt Prenzel (1896–1960) wurde geschieden, ebenso ihre 1932 geschlossene dritte Ehe mit dem Schauspieler Ian Keith. Ihr vierter Ehemann Sam Edge Dockrell starb 1973.

## Filmografie (Auswahl)
- 1913: Das Ave Maria
- 1914: Mondfischerin (kriegsbedingt unvollendet)
- 1914: Auf Patrouille im Osten
- 1914: Der Stern
- 1915: Zwei Freunde
- 1915: Gesprengte Ketten
- 1915: Eine Motte flog zum Licht
- 1915: Es fiel ein Reif in der Frühlingsnacht
- 1916: Ernst ist das  Leben
- 1916: Wenn Menschen reif zur Liebe werden
- 1917: Der Seele Saiten schwingen nicht
- 1917: Des Lebens ungemischte Freude
- 1917: Ein Blatt im Sturm … doch das Schicksal hat es verweht
- 1918: Auf des Lebens rauher Bahn
- 1918: Drohende Wolken am Firmament
- 1918: Frühlingsstürme im Herbste des Lebens
- 1918: Saferndri, die Tänzerin von Dschiapur
- 1919: Um Krone und Peitsche
- 1919: Gebannt und erlöst
- 1919: Zwei Menschen
- 1920: Genuine
- 1920: Madame Récamier
- 1921: Treibende Kraft
- 1921: Des Lebens und der Liebe Wellen
- 1922: Praschnas Geheimnis
- 1923: Der rote Reiter
- 1924: Zalamort
- 1924: Die Liebe ist der Frauen Macht
- 1925: ...und es lockt ein Ruf aus sündiger Welt
- 1926: Frauen der Leidenschaft
- 1927: Funkzauber
- 1928: The Burgomaster of Stilemonde
- 1928: The Warning
- 1928: Spangles
- 1930: The Eyes of the World
- 1930: Lotus Lady

## Werke
- Fern Andra: Der Weg, der ins Glashaus führte. Roman eines Frauenlebens., Paul & Co, Berlin 1919.
- Fern Andra: Was ich über mich zu sagen weiss., Kino-Album 1, Mörlins, Berlin 1920.